# Acsmithia vitiensis
Acsmithia vitiensis är en tvåhjärtbladig växtart som först beskrevs av Asa Gray, och fick sitt nu gällande namn av R.D. Hoogland. Acsmithia vitiensis ingår i släktet Acsmithia och familjen Cunoniaceae. Inga underarter finns listade i Catalogue of Life.